# Липно (Волынская область)
Ли́пно (укр. Липне) — село в Цуманской поселковой общине Луцкого района Волынской области Украины.
До 2020 года входило в Киверцовский район.
Код КОАТУУ — 0721884001. Население по переписи 2021 года составляет 1892 человек. Почтовый индекс — 45212. Телефонный код — 3365. Занимает площадь 43,053 км².